# Nagata Takuya
Takuya Nagata (永田 拓也 Nagata Takuya,  sinh ngày 8 tháng 9 năm 1990) is a Nhật Bảnese Bóng đá hậu vệ thi đấu cho Yokohama FC.

## Sự nghiệp câu lạc bộ
Ngoài sự góp mặt tại giải vô địch với Red Diamonds, anh cũng có 3 lần ra sân ở J. League Cup. Anh là sản phẩm của hệ thống trẻ Red Diamonds.

## Thống kê sự nghiệp

### Câu lạc bộ
Thống kê chính xác đến trận đấu diễn ra ngày 12 tháng 6 năm 2011
| Câu lạc bộ          | Mùa giải            | Giải vô địch | Giải vô địch | Cúp Hoàng đế Nhật Bản | Cúp Hoàng đế Nhật Bản | J. League Cup | J. League Cup | Tổng    | Tổng      |
| Câu lạc bộ          | Mùa giải            | Số trận      | Bàn thắng    | Số trận               | Bàn thắng             | Số trận       | Bàn thắng     | Số trận | Bàn thắng |
| ------------------- | ------------------- | ------------ | ------------ | --------------------- | --------------------- | ------------- | ------------- | ------- | --------- |
| Urawa Red Diamonds  | 2009                | 3            | 0            | 0                     | 0                     | 3             | 0             | 6       | 0         |
| Urawa Red Diamonds  | 2010                | 0            | 0            | 1                     | 0                     | 0             | 0             | 1       | 0         |
| Urawa Red Diamonds  | Tổng                | 3            | 0            | 1                     | 0                     | 3             | 0             | 7       | 0         |
| Thespa Kusatsu      | 2011                | 9            | 0            |                       |                       | -             | -             | 9       | 0         |
| Thespa Kusatsu      | Tổng                | 9            | 0            |                       |                       | -             | -             | 9       | 0         |
| Tổng cộng sự nghiệp | Tổng cộng sự nghiệp | 12           | 0            | 1                     | 0                     | 3             | 0             | 16      | 0         |

### Quốc tế
Tính đến 6 tháng 8 năm 2009
| Đội tuyển quốc gia | Năm | Số trận | Bàn thắng |
| ------------------ | --- | ------- | --------- |
| U-20 Nhật Bản      |     |         |           |
| 2009               | 3   | 0       |           |
| Tổng               | 3   | 0       |           |

| Số lần ra sân và bàn thắng quốc tế | Số lần ra sân và bàn thắng quốc tế | Số lần ra sân và bàn thắng quốc tế            | Số lần ra sân và bàn thắng quốc tế | Số lần ra sân và bàn thắng quốc tế | Số lần ra sân và bàn thắng quốc tế | Số lần ra sân và bàn thắng quốc tế                                 |
| #                                  | Ngày                               | Địa điểm                                      | Đối thủ                            | Kết quả                            | Bàn thắng                          | Giải đấu                                                           |
| 2009                               | 2009                               | 2009                                          | 2009                               | 2009                               | 2009                               | 2009                                                               |
| ---------------------------------- | ---------------------------------- | --------------------------------------------- | ---------------------------------- | ---------------------------------- | ---------------------------------- | ------------------------------------------------------------------ |
|                                    | 2 tháng 8                          | Sân vận động World Cup Suwon, Suwon, Hàn Quốc | Egypt U20                          | 0–1                                | 0                                  | 2009 Suwon International Youth Football Tournament / U-20 Nhật Bản |
|                                    | 4 tháng 8                          | Sân vận động World Cup Suwon, Suwon, Hàn Quốc | South Africa U20                   | 6–2                                | 0                                  | 2009 Suwon International Youth Football Tournament / U-20 Nhật Bản |
|                                    | 6 tháng 8                          | Sân vận động World Cup Suwon, Suwon, Hàn Quốc | U-20 Hàn Quốc                      | 1–2                                | 0                                  | 2009 Suwon International Youth Football Tournament / U-20 Nhật Bản |